# Кастелли, Давид

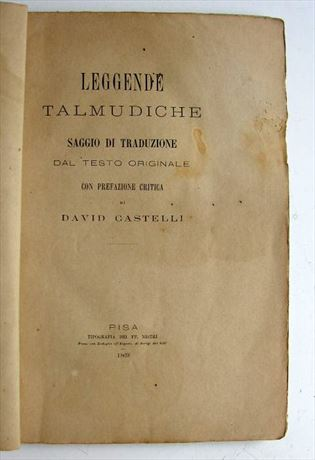
Д. Кастелли. «Легенды Талмуда». Пиза, 1869

Давид Кастелли (итал. David Castelli; 30 декабря 1836, Ливорно, Тоскана — 1901, Флоренция) — итальянский ориенталист, историк, библеист, гебраист, переводчик и педагог в области светского иудаизма.

## Биография
Родился в семье адвоката Абрамо Исакко Кастелли и Рашели Де Медина. Первоначально занимался Талмудом под руководством ливорнского раввина Пиперно. Одновременно с этим Кастелли изучал романскую филологию и в 1861 году сдал в Пизе экзамен на звание учителя, после чего учительствовал. С 1857 до 1863 года работал преподавателем языка и литературы на иврите и итальянском языке в школах города.
В 1863 году был назначен секретарём еврейской общины в Пизе. Продолжал начатые им занятия по сравнительному изучению семитических языков, с 1876 года до самой смерти занимал кафедру иврита в Королевском институте высших практических исследований и специализации во Флоренции (с 1923 года — Флорентийский университет).
Кастелли был первым учёным-библеистом, ставшим в Италии, применять, так называемый, «историко-критический метод», начатый в Германии Ф. Бауром (1792—1860), основоположником тюбингенской школы и теологами и философами Д. Штраусом и Л. Фейербахом.
Перу Д. Кастелли принадлежит ряд сочинений, имеющих отношение к еврейству. Кроме того, он опубликовал по талмудическому праву ряд статей, а также в «Jerusalem» Лунца дневник путешествия «Meshullam de Volterra» и письмо Израиля Иерусалимского к Аврааму из Перуджиа.

## Избранные сочинения
- «Leggende talmudiche», 1869;
- «Il Messia seconde gli ebrei», Флоренция, 1874;
- «Delia poesia biblica», 1878;
- «Il commento di Sabbatai Donnolo sul Libro della Creazione [ס׳ יצירה], pubblicato per la prima volta nel testo ebraico con note e introduzione», 1880;
- «La profezia nela Biblia», 1882;
- «La legge del popolo d’Israel nel suo svolgimento storico», 1884;
- «Storia degl’ Israeliti», 1887—88;
- «Il Cantico dei Cantici, studio esegetico», 1892;
- «Ammaestranienti del Vecchio e del Nuovo testamento», 1896;
- «Il poema semitico del pessimismo (Il libro di Job)», 1897;
- «Gli ebrei», 1899.

Перевёл «Экклезиаст», снабдив его критическими исследованиями («Il libro del Cohelet volgarmente detto Ecclesiast, ed. con introduzione e note», Пиза, 1866)